# Seimsgrend (przystanek kolejowy)
Seimsgrend – kolejowy przystanek osobowy w Seimsgrend, w regionie Hordaland w Norwegii, jest oddalona od Oslo Sentralstasjon o 396,16 km. Jest położony 15.5 m n.p.m.

## Ruch pasażerski
Należy do linii Bergensbanen, Jest elementem kolei aglomeracyjnej w Bergen i obsługuje lokalny ruch do Bergen, Voss i Myrdal. W ciągu dnia odchodzi z niej ok. 6 pociągów (nie wszystkie pociągi SKM).

## Obsługa pasażerów
Wiata. Odprawa podróżnych odbywa się w pociągu.